# جورج بيريتا
جورج بيريتا (بالفرنسية: Georges Bereta)‏ مواليد 15 مايو 1946 في سانت إتيان، لوار، فرنسا، هو لاعب كرة قدم فرنسي سابق كان يلعب كمهاجم. لعب خلال مسيرته 357 مباراة سجل خلالها 58 هدفاً.

## المسيرة الاحترافية

### أندية لعب لها
- نادي سانت إتيان
- أولمبيك مارسيليا

## روابط خارجية
- جورج بيريتا على موقع قاعدة بيانات كرة القدم.إي يو (الإنجليزية)
- جورج بيريتا على موقع ليكيب (الفرنسية)
- جورج بيريتا على موقع ناشيونال فوتبول تيمز (الإنجليزية)
- جورج بيريتا على موقع عالم كرة القدم.نت (الإنجليزية)